# (31929) 2000 GF79
2000 GF79 (asteroide 31929) é um asteroide da cintura principal. Possui uma excentricidade de 0.27620340 e uma inclinação de 4.10202º.
Este asteroide foi descoberto no dia 5 de abril de 2000 por LINEAR em Socorro.